# Vision Thing
Vision Thing je трећи студијски албум енглеског готик бенда The Sisters of Mercy. Објављен је 22. октобра 1990. од стране Merciful Release и East West Records, a Electra Records je управљала издањем у САД.

## Снимање
Убрзо након објављивања претходног албума бенда, Floodland, Елдрич је пришао гитаристи Џону Перију да му се придружи на писању новог албума. Након што је Пери одбио понуду да постане стални члан, бенд је почео да тражи новог гитаристу преко своје издавачке куће. На крају, Елдричу је прослеђен демо снимак младог и непознатог Андреаса Бруна. Брун је позван на аудицију недјељу дана након што је предао свој снимак.
Док је бенд — сада састављен од Елдрича, Бруна и басисте Патрише Морисон — требало да уђе у студио, Морисонову је изненада замијенио бивши члан Sigue Sigue Sputnik Тони Џејмс. Како се Пери присјећа, „Када сам први пут чуо материјал за Vision Thing, Патриша је била ту; када сам направио албум, ње није било.” Иако детаљи о разласку Морисона са бендом никада нису у потпуности откривени, Елдрич је наводно ангажовао њу саму на дан када је њен претходник, Крег Адамс, поднио оставку. Морисонова је касније потврдила да је са Елдричом радила до децембра 1989. Она је рекла да је њена оставка била повезана са њеном мјесечном платом од 300 фунти и да је сумњала у музички правац бенда. „Нисам била превише одушевљена смјером у ком је снимање кренуло. Било је елемената који ми се нису свидјели који су могли да прођу у било ком правцу, а сада када је Тони Џејмс ту, не желим да имам ништа с тим. Чини се да је очигледно шта је иде – вријеме је за превару...“ Док је Морисоноин допринос за снимање Floodland-а оспораван, Пери је изазвивао сумње да ли он или Џејмс свирају на Vision Thing-у. „У вријеме снимања, Тони Џејмс је био у игри, али нисам сигуран или [он или Патриша] су заиста свирали бас на снимку – звуци који су мени били секвенцирани.“ Џејмс је касније признао да је за његове дијелове требало укупно 20 минута да се сниме.

## Наслијеђе
Ендру Елдрич га је описао као „добар албум“, часопис Q уврстио га је на своју листу „Fifty Best Albums of 1990.“. Године 1999. Нед Регет је поставио албум на 69. место на својој листи "The Top 136 or So Albums of the Nineties".

## Списак пјесама
| №               | Назив                 | Трајање |  |
| 1.              | Vision Thing          | 4:35    |  |
| 2.              | Ribbons               | 5:25    |  |
| 3.              | Detonation Boulevard  | 3:52    |  |
| 4.              | Something Fast        | 4:36    |  |
| 5.              | When You Don't See Me | 4:47    |  |
| 6.              | Doctor Jeep           | 4:41    |  |
| 7.              | More                  | 8:21    |  |
| 8.              | I Was Wrong           | 6:03    |  |
| Укупно трајање: | Укупно трајање:       | 42:35   |  |